# Gobierno interino de Édgar Sanabria
El gobierno interino de Édgar Sanabria (1958-1959) fue el último gobierno de la Junta de Gobierno que presidió Venezuela durante la transición a la democracia, mientras se realizaban las elecciones presidenciales de 1958. Sanabria llegó al cargo tras la decisión del presidente interino Wolfgang Larrazábal de presentarse como candidato.

## Contexto histórico
Tras la caída de la dictadura de Marcos Pérez Jiménez, el contralmirante Wolfgang Larrazábal presidió la Junta de Gobierno. Cuando Larrazábal se presentó a elecciones, Sanabria asumió como independiente, siendo el último secretario de la Junta.

## Política nacional

### Política económica
Durante el gobierno de Sanabria se impulsó la Ley de Impuesto Complementario. En diciembre de 1958 se aprobó una ley para elevar las ganancias del Estado venezolano del 50% (Ley Fifty-fifty) al 60% de la extracción petrolera. Las petroleras reaccionaron disminuyendo progresivamente la inversión petrolera en los años siguientes.

### Política educativa
Durante su gobierno se impulsó la Ley de Universidades, que restablecía la autonomía universitaria.